# Haddonfield
Haddonfield ist eine US-amerikanische Gemeinde im Camden County im US-Bundesstaat New Jersey. Das U.S. Census Bureau ermittelte bei der Volkszählung 2020 eine Einwohnerzahl von 12.550.
Haddonfield wurde durch Elizabeth Haddon (1680–1762) gegründet und nach ihrem Vater John Haddon benannt, der das Land, auf dem der Ort gegründet wurde, gekauft hatte, gleichwohl er niemals selbst in den USA gewesen ist.
Die im Ort befindliche und 1750 erbaute Indian King Tavern spielte eine besondere Rolle in der Zeit der Amerikanischen Revolution. Während des Unabhängigkeitskriegs wurde hier 1777 New Jersey zu einem unabhängigen Staat erklärt. Heute ist die Taverne ein Museum.

## Persönlichkeiten
- Timothy Matlack (1736–1829), US-amerikanischer Politiker
- Robert Thomas Moore (1882–1958), US-amerikanischer Ornithologe, Unternehmer und Philanthrop
- Deborah Remington (1930–2010), Malerin
- Debra Hill (1950–2005), Drehbuchautorin und Filmproduzentin.
- James Duncan Rolfe (aka Angry Video Game Nerd) (* 1980), YouTuber und Filmemacher[2]
- Jena Friedman (* 1983), Stand-Up Comedienne, Schauspielerin, Produzentin und Drehbuchautorin